# Mănăstirea Lepșa
Mănăstirea Lepșa este o mănăstire ortodoxă din România situată în comuna Tulnici, județul Vrancea.